# Fjällskruvmossa
Fjällskruvmossa (Syntrichia norvegica) är en bladmossart som beskrevs av Georg Heinrich Weber 1804. Fjällskruvmossa ingår i släktet skruvmossor, och familjen Pottiaceae. Arten är reproducerande i Sverige. Inga underarter finns listade i Catalogue of Life.

## Bildgalleri

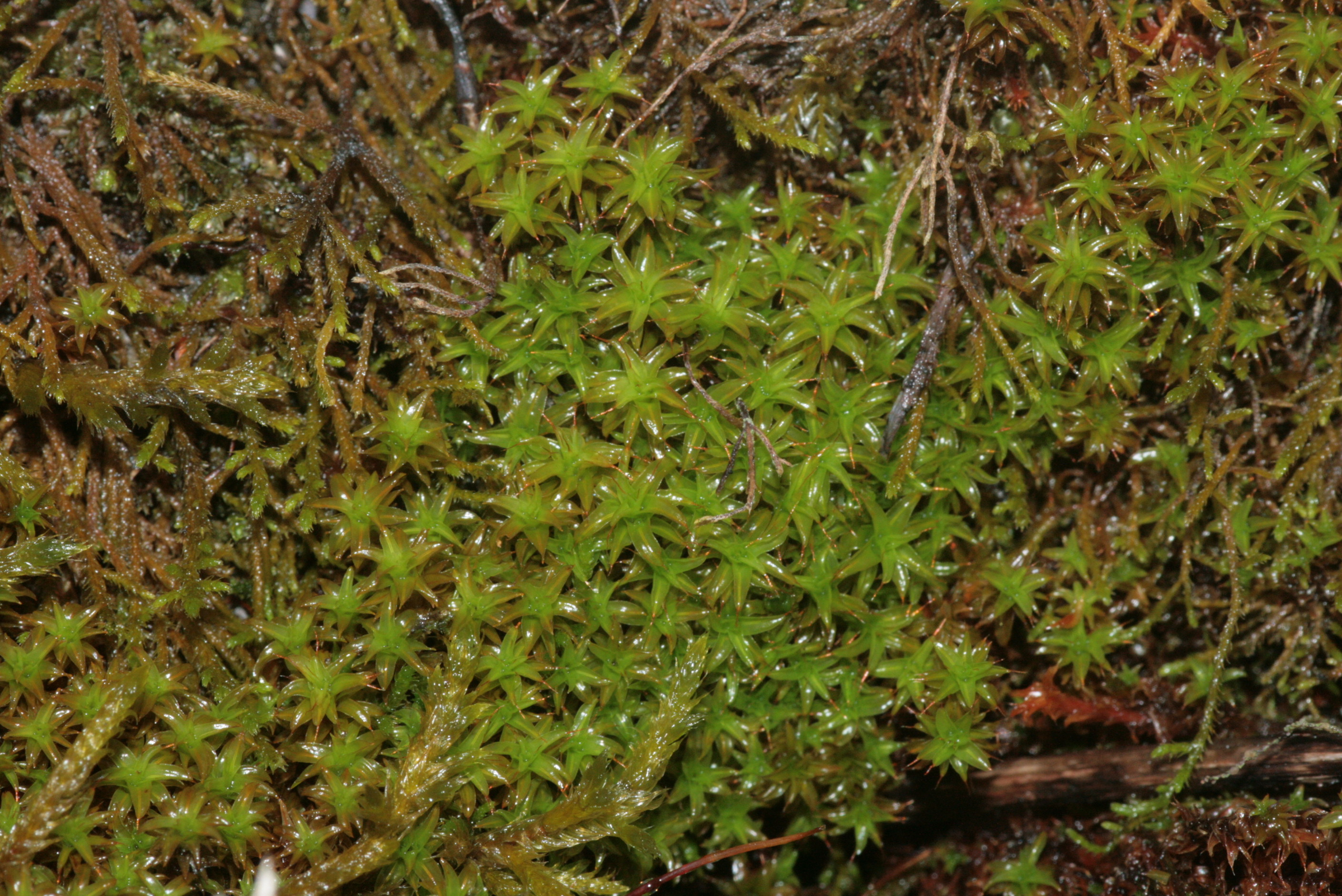
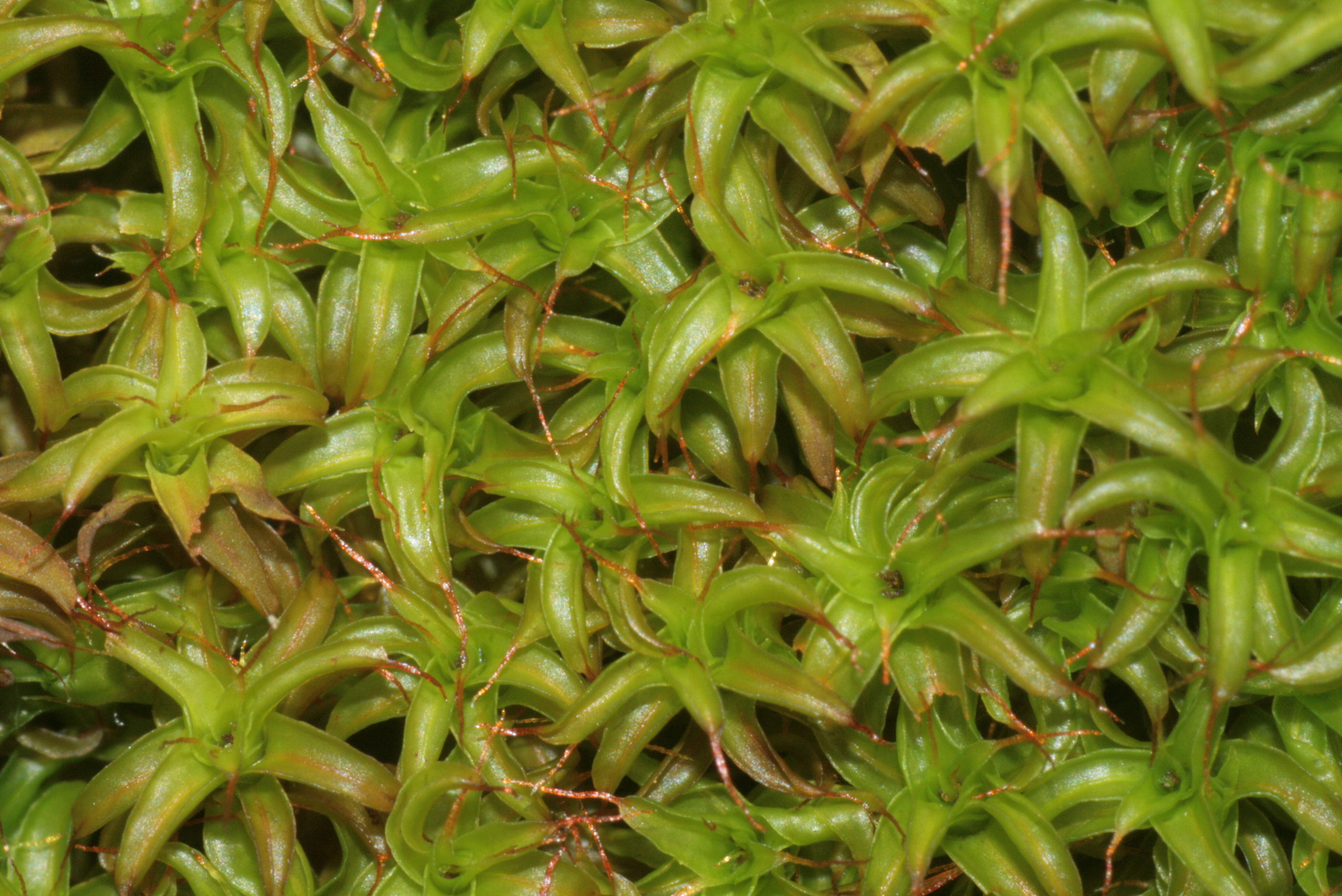
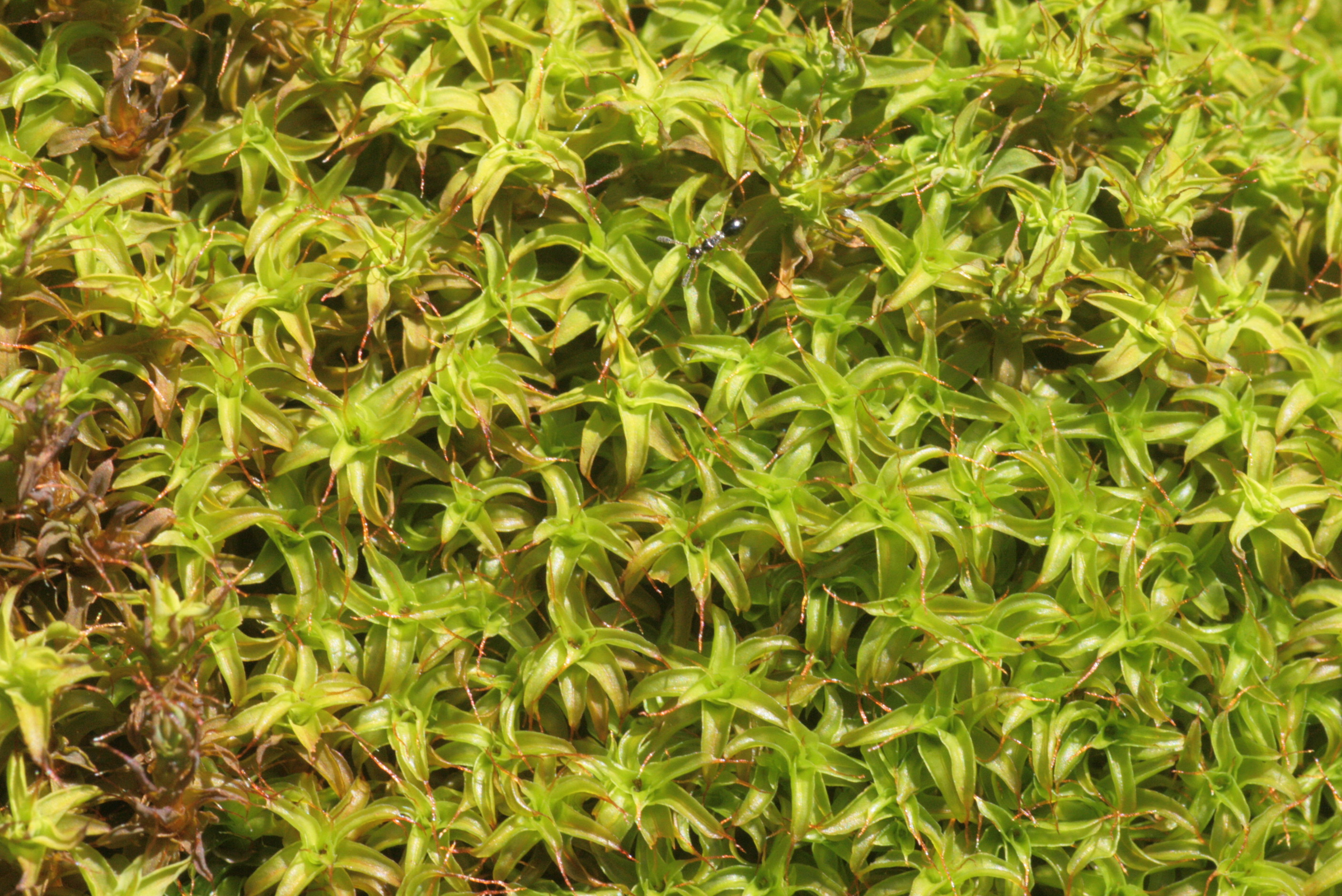
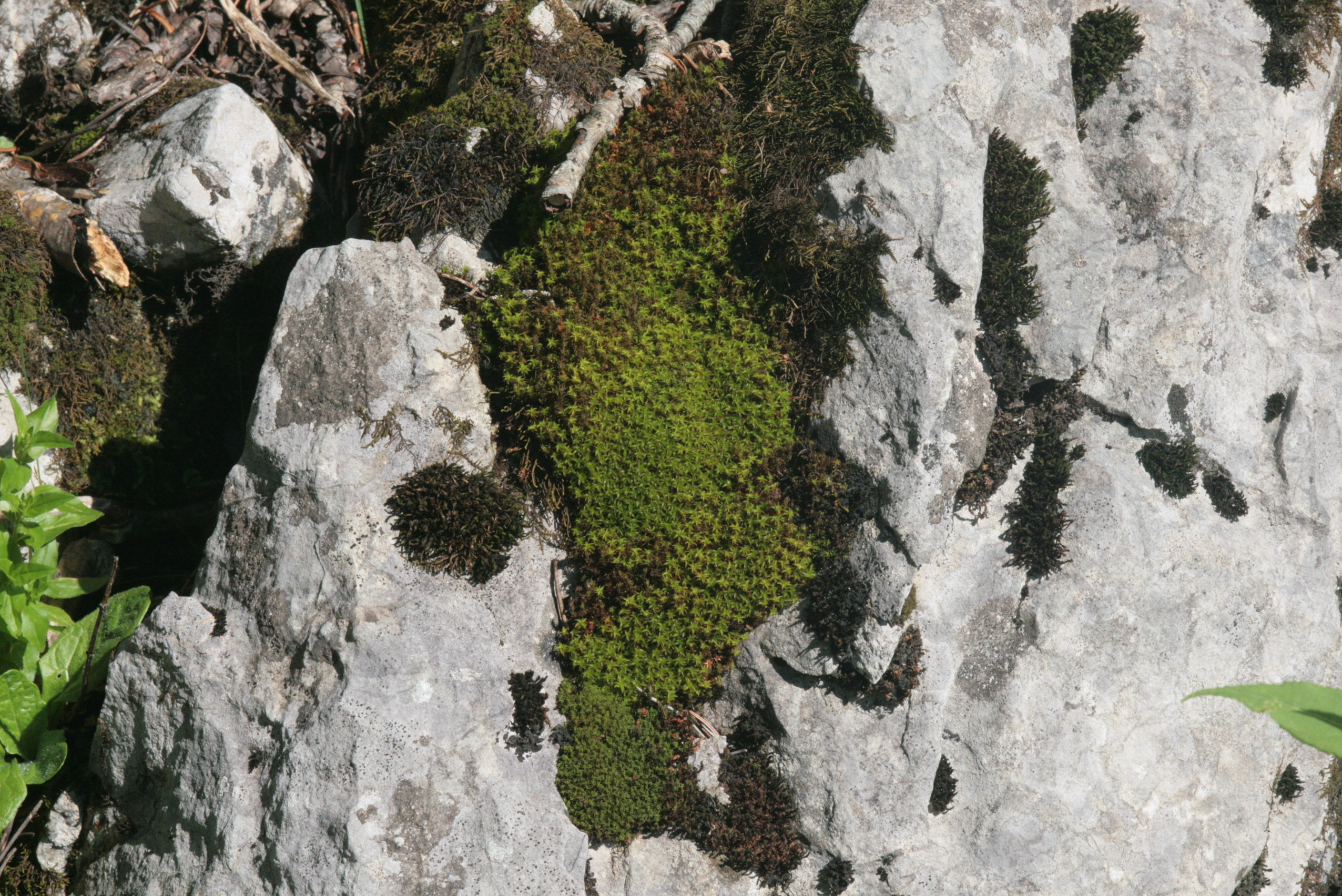
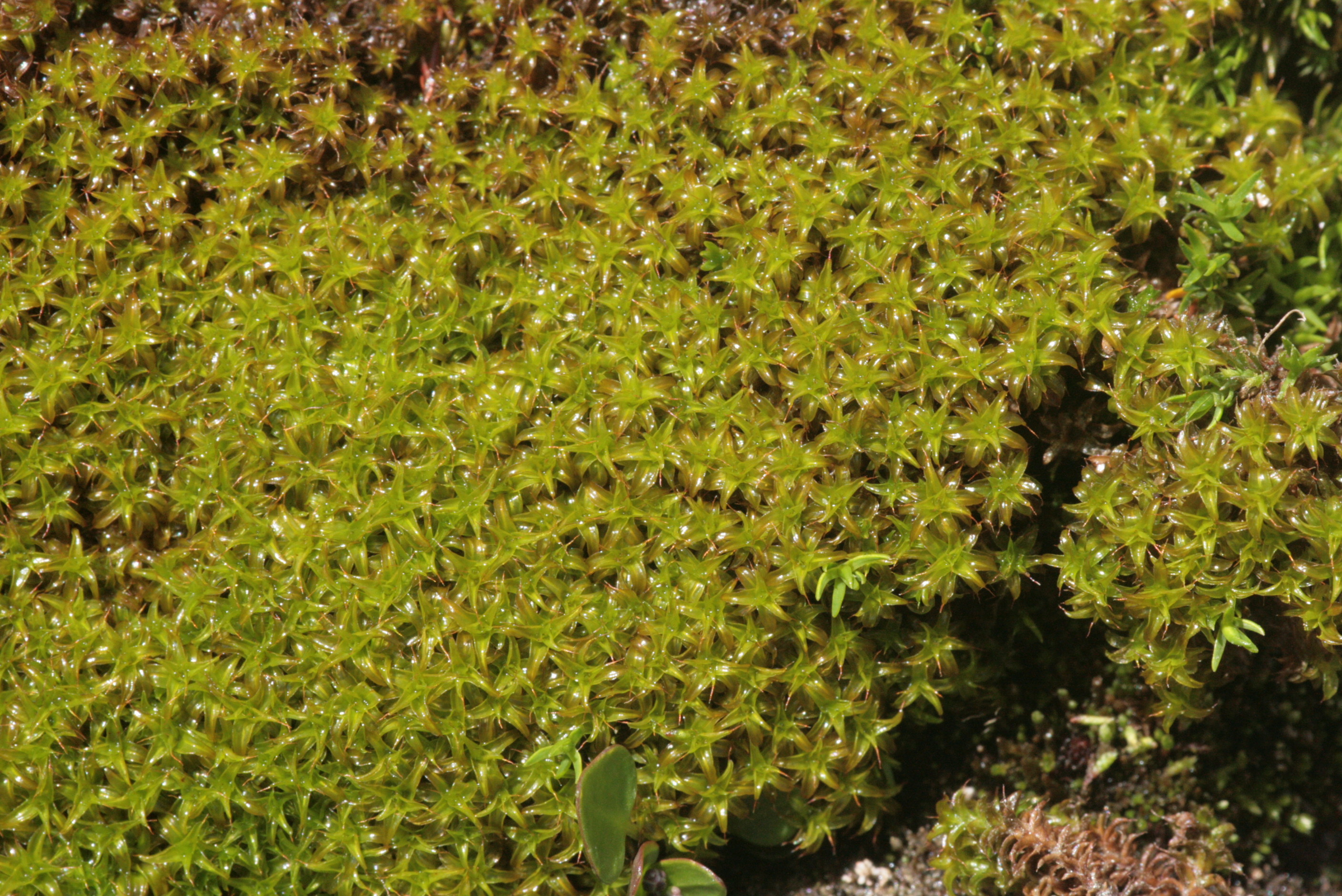
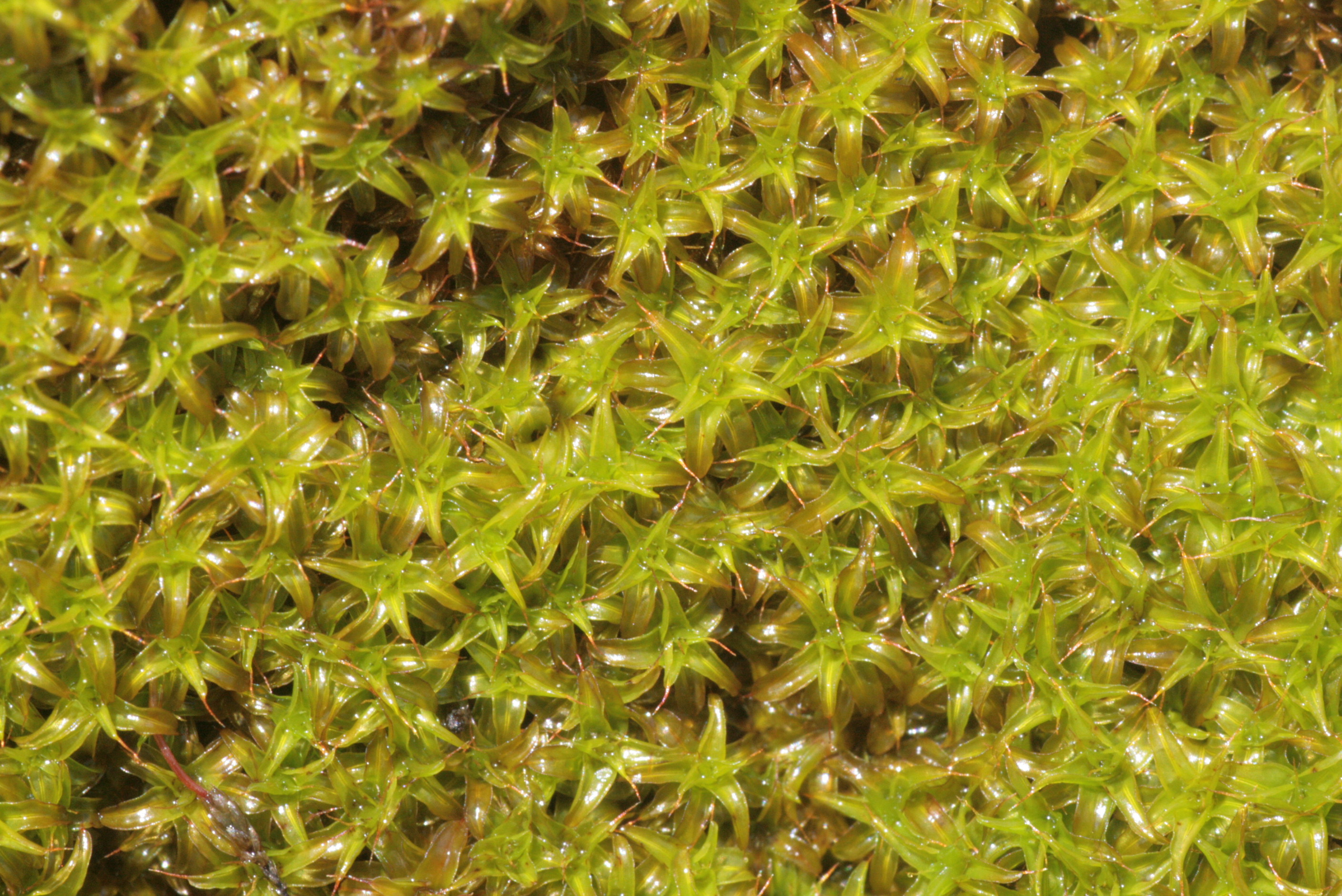